# Меркурий в искусстве
Планета Меркурий фигурирует в ряде художественных произведений, в литературе, кино и мультипликации.

## В литературе XVII—XIX веков
Впервые путешествие на Меркурий (наряду с другими планетами солнечной системы) описал в 1656 Афанасий Кирхер в своей написанной на латыни книге Itinerarium Exstaticum (Экстатическое путешествие).
В 1750, выходит первое произведение, посвящённое непосредственно путешествию на Меркурий: Relation du Monde de Mercure автором которого был Шевалье де Бетюн. В этой книге Меркурий заселён крылатыми гедонистами, купающимися в солнечных лучах, избавленными от неизбежной смерти — порой растворяясь в вечности, они готовы к новым инкарнациям.
Духовидец Эммануил Сведенборг в своих «Землях во Вселенной» (1758) заселил Меркурий духами человеческой памяти, вернее, той её разновидности, которая отвечает за идеи, абстрактное.

## В научной фантастике
В 1880-х годах итальянский астроном Джованни Скиапарелли предположил, что период вращения Меркурия составляет 88 дней и совпадает с сидерическим периодом обращения вокруг Солнца из-за приливных сил, говоря другими словами, это означало, Меркурий всегда повернут одной стороной к Солнцу, а другая его сторона всегда в тени.
Именно на этой гипотезе базировалось большинство фантастических произведений вплоть до 1965 года, когда итальянский астроном Джузеппе Коломбо открыл, что Меркурий приливно привязан к Солнцу, и его  период вращения составляет 2/3 от сидерического периода обращения вокруг Солнца, а его орбитальный резонанс равен 3:2: Меркурий делает три оборота вокруг своей оси за два меркурианских года.
- В научно-фантастической повести Клиффорда Саймака «Однажды на Меркурии» (1941) основным местом действия является Меркурий, а энергетическая форма жизни на нём — шары — превосходит человечество на миллионы лет развития, давно пройдя стадию цивилизации.
- В рассказах Айзека Азимова «Хоровод» и «Ночь, которая умирает», написанных соответственно в 1941 и 1956 годах, описывается Меркурий, повёрнутый к Солнцу одной стороной. При этом во втором рассказе на этом факте строится разгадка детективного сюжета.
- В планетарной фантастике (близкой по своей природе к космоопере) одной из первых к приключениям на Меркурии обратилась Ли Брэкетт. В своём романе «Шеннеч последний» (1952) она воспользовалась ошибочной гипотезой Скиапарелли, который считал, что меркурианские сутки (то есть период обращения планеты вокруг своей оси) в точности равны году (периоду обращения вокруг Солнца), вследствие чего Меркурий разделён на дневную и ночную стороны. На гипотетической границе дня и ночи Брэкет разместила «Сумеречный пояс» — место действия своего произведения. Это горная гряда, чьи вершины выходят за пределы атмосферы. Горы изрезаны системой пещер, которые, порой, выходят на изолированные горные долины, пригодные для жизни[1].
- В научно-фантастической повести Алана Нурса «Через Солнечную сторону» (1956) главные герои пересекают сторону Меркурия, обращённую к Солнцу. Повесть написана в соответствии с научными взглядами своего времени, когда предполагалось, что Меркурий постоянно обращён к Солнцу одной стороной.
- В повести Айзека Азимова «Большое солнце Меркурия» (1956, серия о Лакки Старре) действие происходит на Меркурии.
- В научно-фантастическом рассказе Бориса Ляпунова «Ближайшие к Солнцу» (1956) советские космонавты впервые высаживаются на Меркурий и Венеру для их изучения.
- В романе Курта Воннегута «Сирены Титана» (1959) главный герой и его спутник попадают на Меркурий с Марса и несколько лет проводят в пещерах под его поверхностью, где живут примитивные создания гармониумы, питающиеся механической энергией. Теряющий связь с реальностью спутник главного героя наделяет гармониумов простым и жизнерадостным нравом.
- В научно-фантастическом романе Франсиса Карсака «Бегство Земли» (1960), наряду с основным сюжетом, описывается научная станция по изучению Солнца, расположенная на линии терминатора, так как и здесь Меркурий описывается повёрнутым к Солнцу одной стороной. Учёные живут на базе, расположенной в зоне вечной тени.
- В научно-фантастической повести Дм. Биленкина «Десант на Меркурий» (1967), экспедиция на эту планету сталкивается, помимо жестоких температурных и радиационных условий, с проблемой непригодности человеческих органов чувств для ориентации на поверхности планеты и «ложного восприятия».
- В фантастической повести Сергея Павлова «Корона Солнца» (1967) земляне пытаются разгадать тайну странных торов.
- В научно-фантастическом романе Артура Кларка «Свидание с Рамой» (1973) жители Меркурия — потомки земных колонистов — участвуют в конференциях по вопросам прилетевшего в Солнечную систему гигантского инопланетного корабля и посылают скоростную ракету с ядерной боеголовкой, чтобы иметь возможность уничтожить пришельца.
- В первой части научно-фантастического романа Сергея Павлова «Лунная радуга» (книга первая, «По чёрному следу», 1978 год) некоторые события происходят на Меркурии. В данном романе Меркурий становится центром металлургии и сборочным цехом Солнечной системы.
- В научно-фантастическом романе Дэвида Брина «Прыжок в Солнце» (1980) часть действия (перед отправкой героев в экспедицию) происходит в пещерах под поверхностью Меркурия.
- В манге и аниме-мультсериале «Сейлор Мун» (1993) планету олицетворяет девушка-воительница Сейлор Меркурий, она же Ами Мидзуно. Её атака заключается в силе тумана, воды и льда.
- В научно-фантастической повести Стивена Бакстера «Золотые реснички» (1994) под поверхностью Меркурия в толстом слое льда найден артефакт возрастом 5 миллиардов лет.
- В научно-фантастическом телефильме-катастрофе Пола Зиллера «Столкновение с Землёй» (2011, Collision Earth) в результате мощного энергетического выброса на Солнце Меркурий сходит с орбиты и направляется прямо к Земле. Главные герои — непризнанный учёный, его жена-астронавт на космическом корабле, и парочка студентов-радиолюбителей совместными усилиями предотвращают столкновение Меркурия с Землёй.
- На Меркурии разворачиваются действия повести Артёма Курамшина «Паломничество» (2015). Меркурианцы в книге являются потомками колонизаторов-землян, которые посредством адаптации приспособились к жизни под полимерными куполами планеты, а также под её поверхностью. Ввиду близости к Солнцу, Меркурий представляет собой своего рода «энергостанцию», снабжающую энергией другие планеты Солнечной системы. По этой же причине меркурианцы стремятся к независимости от Земли. В произведении много аллюзий на земную историю в разрезе обретения независимости колоний от имперских метрополий.

## Прочее
- Шар «Меркурий» диаметром 25 см расположен в Городском музее Стокгольма — он является частью инсталляции Шведская Солнечная система.